# Rugiere
Rugiere eller rygere (latin: rugii, norrønt: rygir, ulmerugi eller holmrygir) var en germansk stamme, som først blev nævnt i romeren Tacitus' værk Germania. De antages at være udvandrede fra sydvestlige Norge til Pommern i det nuværende Polen omkring 100 e.Kr. og videre til Donaus floddal, hvor de etablerede et eget kongerige i 400-tallet.

## Etymologi
Stammenavnet rygir er antagelig afledt fra norrønt rugr, rug, tolket som "rugspisere" eller "rugbønder".  Holmrygir og ulmerugi kan tolkes som "ø-rugiere", eller "ø til rugierne".
Det er ikke sikkerhed for, at folket rugii, som Tacitus havde hørt af andre, var identisk med folk i det område, som senere blev en del af Norge. Det er muligt, at navnene har oprindelse uafhængig af hinanden som navne, som tilsyneladende er ens, men er af forskellig oprindelse. Hvis det er tilfældet, var rugierne et østgermansk folk, en af de mange germanske stammer, som opstod i Nordeuropa.
En anden usikker og omdiskuteret forbindelse med rugii er navnet på øen Rügen og stammen rugini nævnt på en liste af den angelsaksiske forfatter Beda tidligt i 700-tallet i hans værk Historia ecclesiastica gentis Anglorum (Det engelske folks kirkehistorie).  Flere forskere har foreslået, at rugii gav deres navn til øen Rügen i det nu nordøstlige Tyskland, men andre har foreslået alternative hypoteser til Rügens etymologi, som knytter navnet til middelalderens folkestamme rani eller rujani, en slavisk stamme. Om rugii og Bedas rugini var identisk er forblevet spekulativt. Det samme er koblingen mellem rugii og rugierne i Norge.

## Historie

### Oprindelse
Hvis rugii og rugierne var identiske, kom de fra Rogaland og Ryfylke, som er nævnt i sammenhæng med rugiere, fordi Rogaland kan forstås som "landet med rugierne". Skjaldekvadet Hákonarmál nevner også «holmrygir», hvilket på moderne norsk bliver til "holmryger". Overgangen rygir til roga er forklaret med en generel lingvistisk overgang i norrønt. 
Forskere har foreslået en udvandring fra Rogaland til sydkysten af Østersøen eller i modsat retning fra østersøkysten til Rogaland, eller et oprindeligt hjemland på øerne i Danmark, som ligger midt mellem disse to regioner.  Ingen af teorierne er hidtil støttet eller bekræftet af arkæologiske spor.  En anden teori antyder, at navnet på den ene af de to grupper senere er tilpasset af den ene, uden at nogen udvandring. 

### I Pommern
Rugii blev først nævnt af Tacitus i slutningen af 100-tallet e.Kr. Tacitus' beskrivelse af deres samtidige bosætningsområde, nærliggende og tilstødende til goterne ved «havet» er sædvanligvis forstået som sydkysten af Østersøen, senere kaldt Pommern. Tacitus karakteriserede rugii samt naboerne goterne og lemovii (lemoviere) ved at nævne, at de bar runde skjolde og korte sværd og var loyale mod egne høvdinge. Den græske geograf Klaudios Ptolemaios i 150 e.Kr. nævner stedet Rhougion (også omskrevet fra græsk som Rougion, Rugion, latiniseret som Rugium eller Rugia) og en stamme ved navn Routikleioi i det samme område, begge navnene er blevet associerede med rugii. i Jordanes historieværk om goterne, Getica, fortæller, at goterne, da de kom dertil, forviste et folk kaldt ulmerugi , og han gør andre, retrospektive referencer til rugii i Getica. 800-tallets angelsaksiske digt Widsith, en sammenstilling af mundtlige traditioner, nævner stammen holmrycum uden at lokalisere den. Holmrygir er nævnt på norrønt skaldekvadet Hákonarmál af den nordnorske skjald Øyvind Skaldespiller, og antagelig også Hrafnsmál af den norske skjald Torbjørn Hornkløve. 
Mange rugiere havde forladt østersøkysten under folkevandringstiden. Det antages, at burgundere, gotere og gepidere med nogle af rugierne havde forladt Pommern i løbet af senromersk tid, og at i løbet af folkevandringstiden rester af rugierne og andre germanske stammer som vistula veneti (baltiske venetiere) og vidivarii, var blevet tilbage og havde dannet enheder, som senere blev prægede af slavisk indflydelse. Vidivarii blev beskrevet af Jordanes som en smeltedigel af stammer, som midt i 500-tallet boede i nedre Vistula (Wisła).  Selv om den er anderledes end den senere wielbarkkultur, synes det som om en del traditioner blev videreførte. En hypotese, baserede på pludselige mængder romerske solidi (mønter) og udvandringer af andre folkegrupper efter sammenbruddet til hunnerne i 453. Det antyder en vandring af tidligere emigranter tilbage til deres hjemland i Nordeuropa.
Oksywiekulturen (tysk: Oxhöft-Kultur) er associeret med dele af rugiere og lemoviere.  Den arkeologiske Gustow-gruppe i vestlige Pommern er også associeret med rugiere.  Levningerne af rugiere vest for vidivarii, sammen med andre grupper af gotere, baltiske venetiere og gepidere, antages at være identisk med den arkæologiske Debczyn-gruppen.

### I Pommern, Rugiland og Italien
I begyndelsen af 300-tallet flyttede store dele af rugierne mod syd og bosatte sig ved øvre Tisza, en biflod til Donau i oldtidens Pannonien nu i Ungarn. De blev senere angrebet af hunnerne, blev underkastede og deltog i Attilas krig i 451. Ved hans død i 453 gjorde de oprør og oprettede under deres høvding, som er kendt under det latinske navn Flaccitheus, et kongerige i Rugiland, som i dag er en del af nedre Østrig (oldtidens Noricum), nord for Donau. Efter Flaccitheus' død blev rugierne i Rugiland regeret af kong Feletheus, også kaldt Feva og hans hustru Gisa.  Dog var rugiere blevet forbundsfæller, foederati, af Odovakar, som blev den første germanske konge af Italien. Ved 482 var rugierne konverterede til den arianske kristendom. Feletheus' rugiere blev afgørende besejrede af Odovakars hær i 487; mange havnede i fangeskab og blev ført til Italien, og til sidst blev Rugiland bosat af langobardere. Optegnelser fra denne tid blev gjort af Prokopios, Jordanes og andre.
To år senere slog rugierne sig sammen med den østgotiske kong Teoderik den store, da han invaderede Italien i 489. I det østgotiske kongedømme i Italien beholdt de deres egne administratorer og undlod samkvem som indgifte med goterne. Efter Totilas nederlag i goterkrigen 35-554 forsvandt de ud af de historiske optegnelser.